# 大隅二川站
大隅二川站（日语：／ Ōsumi-Futagawa eki */?）是位於鹿兒島縣垂水市二川，日本國有鐵道（國鐵）的大隅線車站（廢站）。

## 歷史
- 1972年（昭和47年）9月9日 - 日本國有鐵道大隅線 海潟溫泉至國分之間開通，此站啟用[2]。
- 1987年（昭和62年）3月14日 - 大隅線全線廢止，此站也廢止[2]。

## 廢止時的車站構造
此站是地面車站，設有1面1線的單式月台。此站是無人車站，沒有車站大樓，月台上設有候車室。

## 車站周邊
車站附近有許多鰤魚的養殖場和枇杷果園。

## 相鄰車站
日本國有鐵道
大隅線
大隅邊田－大隅二川－大隅境

## 注腳
1. 1 2 3 4  . JTB出版. : 333 （日语）.
2. 1 2  . 鐵道雜誌（日语：鉄道ジャーナル） (鐵道雜誌社). 1987-06, 21 (7): 96–98 （日语）.